# Алалах
Алалах або Мукіш (сучасного Тель-Атчана) — стародавня місто в Північній Сирії з однойменним центром на річці Оронті за 50 км вгору за течією від узбережжя Середземного моря, на північному вигині річки через рівнину Амук. Алалах був заселений протягом більшої частини ІІ тис. до н.е., аж до його занепаду на початку залізної доби (XII - XI ст. до н.е.) і місто часом функціонувало як регіональна столиця.

## Археологічні дослідження
У 1936 - 1949 рр. місце розташування Алалах було розкопано сером Леонардом Вуллі. Під час розкопок було знайдено багато побутового начиння. З огляду на географічне розташування, Вуллі очікував, що Телль-Атчана надасть докази хеттської культури та зв'язків між Критом та Егейським морем, з одного боку, та Близьким Сходом, з іншого. Так і сталося, але ці аспекти пам'ятки незабаром були затьмарені несподіваним відкриттям архівів клинописних табличок. Таблички походять переважно з двох періодів: XVII ст. до н.е., представленого рівнем Алалах VII, коли місто та його територія входили до складу царства Халаб (Ямхад); та ХV ст. до н.е., представленого рівнем Алалах IV, коли Алалах був столицею королівства в імперії Міттані. Архіви представляють переважно урядові чи інституційні документи, а не бібліотеки чи родинні архіви, хоча деякі таблички, що стосуються наукових колекцій та родинних архівів, також були знайдені. Історичну інформацію, яку містять таблички з Алалах, доповнює напис на статуї Ідрімі, засновника династії, що правив Алалахом у XV ст. Напис Ідрімі розповідає досить романтичну історію правителя, яка, якщо врахувати її риторичні та фольклорні особливості, пропонує основу історії регіону між XVII і XV ст.. Алалах також забезпечує безперервну стратиграфічну послідовність протягом цих століть, таким чином археологічно заповнюючи значну історичну прогалину: «темну добу» невизначеної тривалості після набігу на Вавилон хетського царя Мурсілі І, який поклав край династії Хаммурапі. Розкопки були відновлені у 2000 році під керівництвом Асліхан Єнер і тривають донині.

## Історія
Найдавніша історія Алалаху, вперше заселеного близько 2000 року до н.е., практично невідома. Він розташовувався на землях царства Мугіс з однойменним містом, яке ще належить ідентифікувати археологами. Територія приблизно збігалася з рівниною Амук. Хоча Мугіс згадується в месопотамських текстах часів династії Ур III, Алалах вперше з'являється – під назвою Алахтум – в архівах Марі XVIII ст. У той час Зімрі-Лім, цар Марі, намагався придбати Алахтум та його територію у царя Халаб, але цариця-мати завадила його планам. Через покоління наступний цар Халабу, Абба'ел I, подарував володіння Алахтум своєму молодшому братові Ярім-Ліму. Встановлення Ярім-Ліму в Алалаху супроводжувалося новим будівництвом та початком фази, археологічно названої рівнем Алалах VII. Цей етап тривав доти, доки Хаттусілі I, засновник Хеттського царства, не зруйнував Алалах під час серії кампаній у Сирії.
Наступний період історії Алалаху можна побачити лише з іншої сторони напису Ідрімі, доповненого розрізненими згадками у фрагментарних хетських текстах. Хоча хеттським військам вдалося зруйнувати колись велике царство Халаб, через династичні чвари в Хатті здобич дісталася іншим. У цьому вакуумі виникло нове царство Міттані. Коли джерела, що збереглися, знову піднімають завісу, Ідрімі, нібито нащадок давньої династії Халаб, завоював Алалах з військом хабіру, яке він зібрав у Ханаані. Однак, щоб убезпечити свій трон, він змушений прийняти сюзеренітет Міттані, який тоді перебував під владою Парраттарна І. Провівши похід проти Кіззуватни, Ідрімі збудував палац, який, за оцінкою Вуллі, визначив археологічний рівень Алалах IV, і передав свій трон синові Нікмепу.
За правління Міттані царство Алалах складалося щонайменше з трьох регіонів: Мугіс, Амае та Залхе; загальний розмір королівства невідомий. Уряд організував своїх громадян на чотири класи за структурою, подібною до класової організації, що одночасно розвивалася в Нузі на північному сході Месопотамії. Основним класом було селянство, яке позначалося хупсу (hupšu), семітським словом, що дало єврейський прикметник hopšî, «вільний». Шляхетний клас місцевої знаті, який мав привілей воювати на колісницях, а не пішки, коли його викликали на війну, позначався хурріанізованим індоарійським словом Maryanni. Військова повинність була однією з цілей цієї чіткої класифікації населення, і докази свідчать про те, що в якийсь момент Нікмепа зібрав армію чисельністю близько 2500 осіб. Царство, мабуть, зібрало більші сили, коли через два століття після навали Хаттусілі I, хеттська армія знову напала на Алалах. За археологічними даними, місто Алалах IV було зруйноване, спочатку близько 1400 року до н.е., а потім знову в середині XIV ст., коли Алалах піддався хеттській войовничій атаці на чолі з Суппілуліумою I.
Алалах і царство Мугіс потім стали хеттською провінцією, якою правив хеттський намісник. З того часу населення поступово скорочувалося, поки Хеттська імперія не розпалася невдовзі після 1200 року до н.е. від нападу народів моря. Регіональне панування потім перемістилося через (давнє русло) річки Оронт до Тель-Тайіната, стародавнього Кунулуа (біблійного Халне), столиці царства Паттіна залізної доби.

## Відомі царі Алалаху
- Ярім-Лім — 1735—1701 рр. до н. е.
- Аммітакум — 1701—1650 рр. до н. е.
- Хаммурапі — 1650 р. до н. е.
- Ілім-Ілімма I — 1550—1524 рр. до н. е.
- Ідрімі — 1517—1480 рр. до н. е.
- Адад-нірарі — 1480—1450 рр. до н. е.
- Нікмепа — 1450—1400 рр. до н. е.
- Ілім-Ілімма II — 1400—1390 рр. до н. е.
- Ітурадду — 1390—1340 рр. до н. е.